# Olivflanken-Waldsänger
Der Olivflanken-Waldsänger (Myiothlypis leucoblephara, Syn.: Basileuterus leucoblepharus) ist ein kleiner Singvogel aus der Familie der Waldsänger (Parulidae).
Olivflanken-Waldsänger erreichen eine Körperlänge von 14 bis 15 Zentimetern und wiegen um die 14 bis 21 Gramm. Die Flügellänge beträgt beim Männchen 6,3 bis 6,5 Zentimeter, beim Weibchen 5,9 bis 6,5 Zentimeter. Erwachsene Olivflanken-Waldsänger und Jungvögel ab dem ersten Jahr tragen einen schwarzgrauen Scheitelstreifen; das restliche Kopfgefieder ist grau. Von der Schnabelbasis verläuft ein schwarzer Strich nach hinten in den Nacken. Um das Auge befindet sich ein unterbrochener weißer Augenring. Das Oberseitengefieder ist olivgrün bis olivbraun; das Unterseitengefieder grauweiß, das nach hinten gelb ausläuft.
Das Verbreitungsgebiet erstreckt sich von Brasilien über Paraguay bis nach Uruguay und Argentinien. Olivflanken-Waldsänger bewohnen Wälder ab einer Höhe von 1600 Metern.
Es gibt zwei anerkannte Unterarten:
- Myiothlypis leucoblephara leucoblepharus (Vieillot, 1817) – Südöstliches Brasilien, Südliches Paraguay, Nordöstliches Argentinien
- Myiothlypis leucoblephara lemurum Olson, 1975 – Südosten von Uruguay und Südöstliches Brasilien